# Сан-Хусто-де-ла-Вега
Сан-Хусто-де-ла-Вега (ісп. San Justo de la Vega) — муніципалітет в Іспанії, у складі автономної спільноти Кастилія-і-Леон, у провінції Леон. Населення — 2054 особи (2010).
Муніципалітет розташований на відстані близько 300 км на північний захід від Мадрида, 40 км на південний захід від Леона.
На території муніципалітету розташовані такі населені пункти: (дані про населення за 2010 рік)
- Селада: 124 особи
- Ністаль: 365 осіб
- Сан-Хусто-де-ла-Вега: 1090 осіб
- Сан-Роман-де-ла-Вега: 475 осіб

## Демографія
Динаміка населення (INE ):

## Галерея зображень

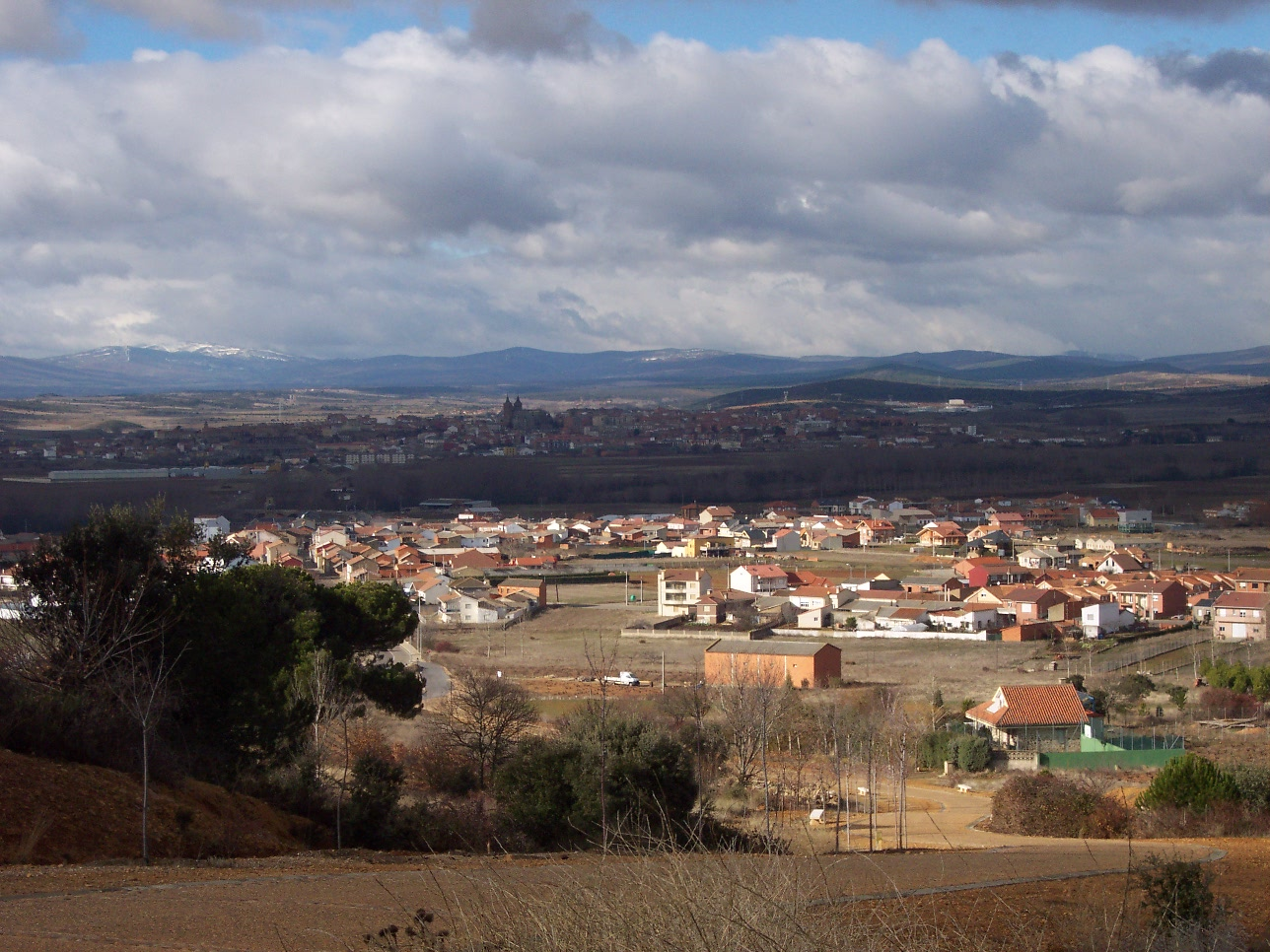
Сан-Хусто, на задньому плані - Асторга
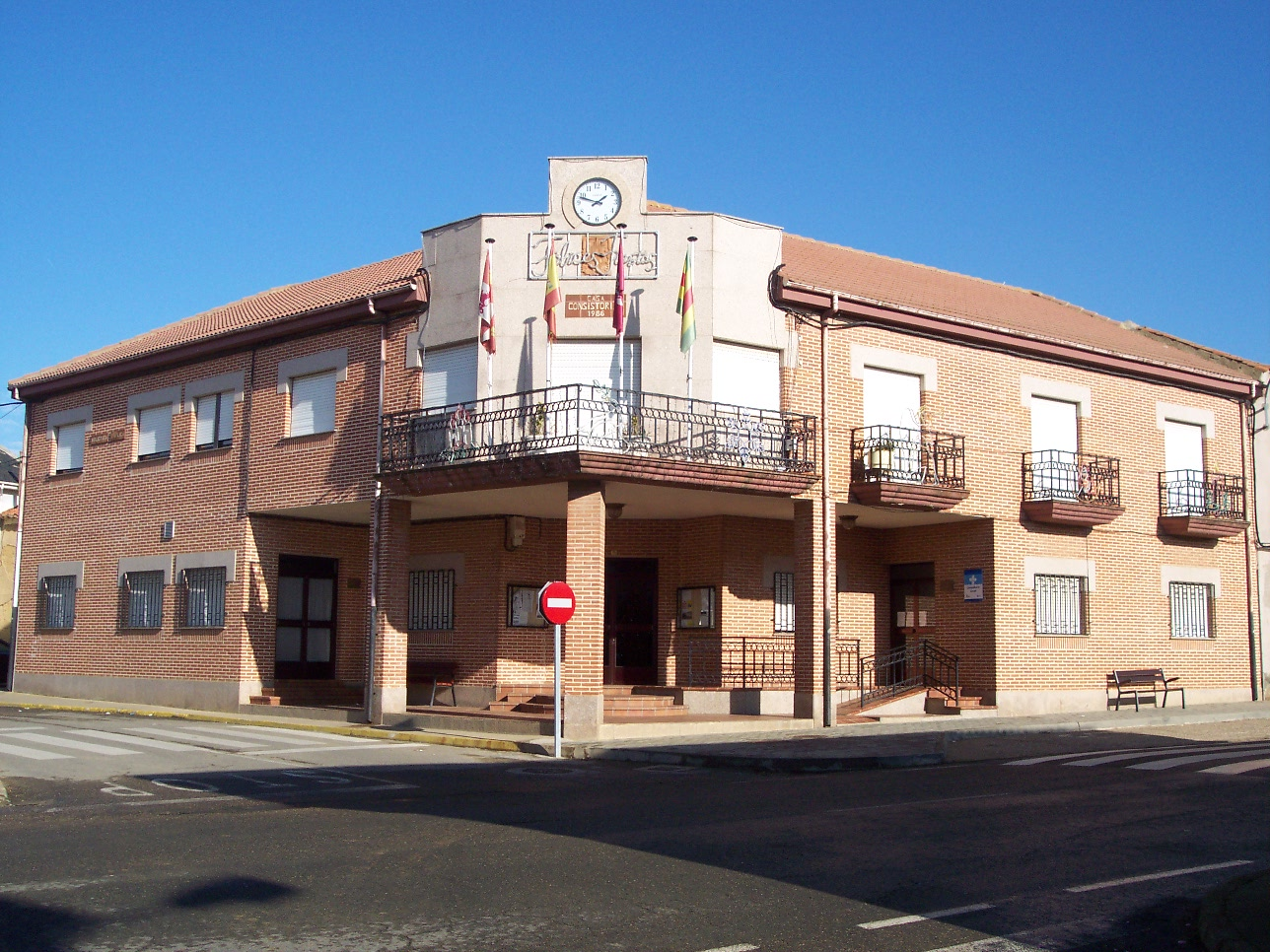
Муніципальна рада